# 기무라 고스케
기무라 고스케(일본어: 木村 光佑, 1984년 5월 14일 ~ )는 일본의 전 축구 선수로, 현재 내슈빌 SC의 수석 코치로 활동하고 있다.
2002년 J리그의 가와사키 프론탈레 청소년 팀에서 축구 생활을 시작하였다. 2003년부터 2006년까지 미국 웨스턴 일리노이 대학교에서 대학 축구 선수로 생활했으며 2004년 USL 프리미어 디벨로프먼트 리그의 선더베이 칠로 이적하였다.
2007년 메이저 리그 사커의 콜로라도 래피즈로 이적하였으며 일본 출신 선수가 메이저 리그 사커 팀 소속으로 활동한 것은 그가 처음이었다. 2009년 5월 2일에 열린 레알 솔트레이크와의 경기에서 자신의 메이저 리그 사커 첫 골을 기록하였다.